# نیو هوپ (فلوریدا)
نیو هوپ (به انگلیسی: New Hope) یک منطقهٔ مسکونی در ایالات متحده آمریکا است که در فلوریدا واقع شده‌است.